# Рубен Маріно Наварро
Рубен Маріно Наварро (ісп. Rubén Marino Navarro, 30 березня 1933, Ла-Банда — 14 липня 2003, Буенос-Айрес) — аргентинський футболіст, що грав на позиції захисника.
Майже усю кар'єру провів за клуб «Індепендьєнте» (Авельянеда), з яким двічі ставав чемпіоном Аргентини в 1960 і 1962 роках та двічі вигравав Кубок Лібертадорес в 1964 і 1965 роках, а також національну збірну Аргентини, у складі якої став бронзовим призером чемпіонату Південної Америки та учасником чемпіонату світу.

## Клубна кар'єра
У дорослому футболі дебютував 1954 року виступами за команду «Індепендьєнте» (Авельянеда). У 1960 році він виграв разом з клубом чемпіонат Аргентини, завдяки чому отримав право дебютувати у Кубку Лібертадорес 1961 року, де команда вилетіла вже в першому раунді від бразильського «Палмейраса». У 1963 році він вдруге у своїй кар'єрі виграв чемпіонат Аргентини, після чого двічі поспіль вигравав найпрестижніший клубний турнір у Південній Америці — Кубок Лібертадорес у 1964 та 1965 роках, обігравши у фіналі уругвайські «Насьйональ» та «Пеньяроль» відповідно, втім на турнірі Кубка Лібертадорес 1966 року його клуб вилетів на груповому етапі. Загалом у рідному клубі Наварро провів тринадцять сезонів, взявши участь у 209 матчах чемпіонату.
Наприкінці кар'єри він переїхав до США, де протягом 1967 року захищав кольори клубу «Філадельфія Спартанс» і певний час був граючим тренером, а завершив ігрову кар'єру у іншій місцевій команді «Клівленд Стокерс», за яку виступав протягом 1968 року.

## Виступи за збірну
1960 року дебютував в офіційних матчах у складі національної збірної Аргентини і того ж року взяв участь у Кубку Атлантики, де Аргентина посіла друге місце. Наварро зіграв у всіх трьох матчах — проти Парагваю, Бразилії та Уругваю.
Згодом у складі збірної був учасником чемпіонату світу 1962 року у Чилі, де зіграв перші дві гри групового турніру проти збірних Болгарії і Англії. В обох матчах Наварро був капітаном збірної Аргентини.
Наступного року брав участь у чемпіонаті Південної Америки 1963 року у Болівії, в якому Аргентина посіла третє місце після господарів Болівії та Парагваю. Наварро зіграв у всіх шести матчах турніру.
Всього протягом кар'єри у національній команді, яка тривала 4 роки, провів у її формі 32 матчі.

## Досягнення
«Індепендьєнте»
- Чемпіон Аргентини (2): 1960, 1962
- Переможець Кубка Лібертадорес (2): 1964, 1965

Аргентина
- Переможець Панамериканського чемпіонату: 1960
- Бронзовий призер Чемпіонату Південної Америки: 1963

## Смерть
Помер 14 липня 2003 року на 71-му році життя у місті Буенос-Айрес.